# Dennis Rozrabiaka (serial animowany 1996)
Dennis Rozrabiaka (ang. Dennis the Menace & Gnasher, 1996–1998) – brytyjski serial animowany, opowiadający o chłopcu który próbuje być grzeczny ale nigdy mu to nie wychodzi.

## Spis odcinków
| N/o            | Polski tytuł                       | Angielski tytuł                |
| -------------- | ---------------------------------- | ------------------------------ |
|                |                                    |                                |
| SERIA PIERWSZA |                                    |                                |
|                |                                    |                                |
| 01             | Włosy Dzisiaj, jutro tam           | Hair Today, Gone Tomorrow      |
|                |                                    |                                |
| 02             | Day They Took Zgrzytacz wyjeździe  | The Day They Took Gnasher Away |
|                |                                    |                                |
| 03             | Bathnight Klub                     | The Bathnight Club             |
|                |                                    |                                |
| 04             | Dennis Ahoj!                       | Dennis Ahoy                    |
|                |                                    |                                |
| 05             | Zemsta robota                      | Revenge of the Robot           |
|                |                                    |                                |
| 06             | Poszukiwany!                       | Wanted!                        |
|                |                                    |                                |
| 07             | Dennis i Czarodziejska Fasola      | Dennis and the Beanstalk       |
|                |                                    |                                |
| 08             | Niezidentyfikowany Obiekt śmieszne | Unidentified Funny Object      |
|                |                                    |                                |
| 09             | Agent specjalny Dennis             | Special Agent Dennis           |
|                |                                    |                                |
| SERIA DRUGA    |                                    |                                |
|                |                                    |                                |
| 10             | Dennis i dorastanie                | Dennis and the Grown Ups       |
|                |                                    |                                |
| 11             | Sekretny dziennik                  | The Secret Diary               |
|                |                                    |                                |
| 12             | Gorilla Warfare                    | Gorilla Warfare                |
|                |                                    |                                |
| 13             | Szlaban na TV                      | The Day TV was Banned          |
|                |                                    |                                |
| 14             | Konkurs!                           | The Competition                |
|                |                                    |                                |
| 15             | Letnie wakacje                     | Summer Holiday                 |
|                |                                    |                                |
| 16             | Widmo mocy                         | Menace Power                   |
|                |                                    |                                |
| 17             | Dennisaurus Rex                    | Dennisaurus Rex                |
|                |                                    |                                |
| 18             | Czaszka i piszczele                | Skull & Crossbones             |
|                |                                    |                                |